# FK Maladsetschna
Der FK Maladsetschna (belarussisch: ФК Маладзечна) ist ein belarussischer Fußballverein aus Maladsetschna.

## Geschichte
Der FK Maladsetschna wurde 1989 als Metallurg Maladsetschna gegründet. Er sieht sich in der Folge eines bereits 1949 unter den Namen Dinamo Maladsetschna gegründeten Klubs, der in der Folge mehrfach den Namen wechselte und an der Meisterschaft der Weißrussischen Sowjetrepublik teilnahm. Dieser hatte sich Mitte der 1980er Jahre aufgelöst. Metallurg Maladsetschna nahm zunächst ebenfalls an der Meisterschaft der Weißrussischen Sowjetrepublik teil, wo er 1991 den Meistertitel gewann. Nach dem Zusammenbruch der Sowjetunion trat der Klub ab 1992 in der Wyschejschaja Liha an, wo er ab dem folgenden Jahr unter dem Namen FK Maladsetschna spielte. Die Mannschaft erreichte regelmäßig Plätze im Mittelfeld der Tabelle, in der Spielzeit 1994/95 erreichte sie als Vierte das beste Ergebnis der Vereinsgeschichte.
Am Ende der Spielzeit 1999 stieg der FK Maladsetschna nach nur zwei Saisonsiegen als Tabellenschlusslicht gemeinsam mit Swislatsch-Krowlja Assipowitschy ab. Als Meister der Perschaja Liha gelang mit 23 Siegen in 30 Ligaspielen der direkte Wiederaufstieg, der Klub nannte sich in der Folge in FK Maladsetschna 2000 um. Nach drei Spielzeiten in der höchsten Liga folgte am Ende der Spielzeit 2003 erneut als Schlusslicht der Zweitligaabstieg. Zwar erreichte die Mannschaft in der Zweitliga-Spielzeit 2004 den sportlichen Klassenerhalt, wurde aber wegen finanzieller Schwierigkeiten aus dem Spielbetrieb genommen und trat fortan in der drittklassigen Druhaja Liha an. Ab 2006 trat der Klub wieder als FK Maladsetschna an, ehe er sich 2011 mit Sabudowa Chist zu Sabudowa-2007 Maladsetschna zusammenschloss. Nachdem 2013 die Gemeinschaft aufgelöst worden war, hieß der Verein zeitweise FK Maladsetschna 2013. Später hieß der Klub Maladsetschna DjuSSch-4, ehe er 2019 zum Namen FK Maladsetschna zurückkehrte.
Ende 2020 verpasste der FK Maladsetschna in der Relegation gegen FK Chimik Swetlahorsk die Rückkehr in die Perschaja Liha, schaffte aber am Ende der folgenden Spielzeit den Wiederaufstieg und platzierte sich in der Spielzeit 2022 als Aufsteiger auf dem achten Platz.